# Tetragnatha atriceps
Tetragnatha atriceps este o specie de păianjeni din genul Tetragnatha, familia Tetragnathidae, descrisă de Banks, 1898. Conform Catalogue of Life specia Tetragnatha atriceps nu are subspecii cunoscute.